# Johan Karlsson (calciatore 1975)
Johan Karlsson (Linköping, 6 aprile 1975) è un ex calciatore svedese, di ruolo difensore.

## Caratteristiche tecniche
Era un difensore centrale.

## Carriera
Dopo aver militato nell'Åtvidaberg tra il 1998 e il 2000, nel 2001 passa all'Elfsborg. Veste i colori gialloblu fino al 2011, stagione dopo la quale decide di ritirarsi dal calcio giocato.
Conclude la carriera professionistica vincendo un Allsvenskan (nel 2006), due Svenska Cupen (nel 2001 e nel 2003) ed una Supercupen (nel 2007).

## Palmarès

### Club

#### Competizioni nazionali
- Svenska Cupen: 2

Elfsborg: 2001, 2003
- Allsvenskan: 1

Elfsborg: 2006
- Supercupen: 1

Elfsborg: 2007